# Severinah Abdon Potani
Severinah Abdon Potani OFMConv (* 30. Juni 1919 in Petauke, Nordrhodesien; † 26. Dezember 1993) war ein sambischer römisch-katholischer Ordensgeistlicher und Bischof von Solwezi.

## Leben
Severinah Abdon Potani trat der Ordensgemeinschaft der Minoriten bei und empfing am 17. August 1949 das Sakrament der Priesterweihe. Ab dem 9. Juni 1970 leitete er die vakante Apostolische Präfektur Solwezi als Apostolischer Administrator.
Am 9. Dezember 1976 ernannte ihn Papst Paul VI. zum Bischof von Solwezi. Der Apostolische Pro-Nuntius in Sambia, Erzbischof Luciano Angeloni, spendete ihm am 20. Februar 1977 in Solwezi die Bischofsweihe; Mitkonsekratoren waren der emeritierte Bischof von Ndola, Francesco Costantino Mazzieri OFMConv, und der Bischof von Chipata, Medardo Joseph Mazombwe.